# Systoechus acridophagus
Systoechus acridophagus är en tvåvingeart som beskrevs av Hesse 1938. Systoechus acridophagus ingår i släktet Systoechus och familjen svävflugor. Inga underarter finns listade i Catalogue of Life.